# Hiromi Uehara
Hiromi Uehara (jap. 上原 ひろみ Uehara Hiromi; ur. 26 marca 1979 w Hamamatsu) – japońska kompozytorka i pianistka jazzowa.
Jako pięciolatka rozpoczęła naukę gry na fortepianie. W wieku 14 lat grała z Czech Philharmonic Orchestra. 
W 1996 Chick Corea zaprosił ją do wspólnej gry na koncercie.
Studiowała w bostońskim Berklee College of Music w klasie Ahmada Jamala. Jeszcze w trakcie nauki podpisała kontrakt z audiofilską wytwórnią Telarc. Studia ukończyła w 2003 roku.
Występowała m.in. na Newport Jazz Festival w 2009, a w paryskiej Olympii w 2010 roku.
W Polsce koncertowała: w 2013 r. w ramach warszawskiego festiwalu Jazz na Starówce, 5 kwietnia 2014 r. w Gorzowie Wielkopolskim podczas festiwalu Gorzów Jazz Celebrations oraz 11 kwietnia 2014 r. na wrocławskim festiwalu Jazz nad Odrą. 

## Dyskografia

### Albumy studyjne
jako "Hiromi"
- 2003: Another Mind
- 2004: Brain
- 2006: Spiral
- 2009: Place To Be
- 2019: Spectrum

jako "Hiromi's Sonicbloom"
- 2007: Time Control
- 2008: Beyond Standard

jako "The Trio Project"
- 2011: Voice
- 2012: Move
- 2014: Alive
- 2016: Spark

#### jako "Hiromi's Sonicwonder"
- 2023: Sonicwonderland

### DVD
- Hiromi Live in Concert (2009, nagrano w 2005)
- Hiromi’s Sonicbloom Live in Concert (2007)
- Solo Live at Blue Note New York (2011)